# Conor Murray
Gerard Conor Murray (* 20. April 1989 in Limerick) ist ein irischer Rugby-Union-Spieler. Er spielt auf der Position des Gedrängehalbs für das irische Team Munster Rugby und die irische Nationalmannschaft. Zu seinen Erfolgen gehören zwei Meistertitel mit Munster sowie vier Turniersiege mit Irland bei den Six Nations (davon zwei mit Grand Slam).

## Biografie

### Vereinskarriere
Murray absolvierte das St Munchin’s College in Limerick und nahm für dieses am Munster Schools Rugby Senior Cup teil, zusammen mit seinem späteren Weggefährten Keith Earls. Murray spielte in der All-Ireland League für den Amateurverein Garryowen Football Club. Bevor er Rugbyprofi wurde, spielte er auch Gaelic Football bei Patrickswell und Limerick. Sein Profidebüt für Munster Rugby gab er am 18. April 2010, als er gegen Connacht Rugby eingewechselt wurde. Im April des folgenden Jahres folgte sein erstes Spiel auf europäischer Ebene, im Viertelfinale des European Challenge Cup 2010/11 gegen CA Brive. Im Finale der Magners League 2010/11, das Munster mit 19:11 gegen Leinster Rugby für sich entschied, gehörte Murray der Startformation an. Für seine Leistungen während der Saison erhielt er den John McCarthy Award als bester Nachwuchsspieler seiner Mannschaft. In der vierten Runde des Heineken Cup 2011/12 gegen die Scarlets am 18. November 2011 wurde er erstmals zum „Man of the Match“ gewählt. und im Ligaspiel gegen die Glasgow Warriors am 14. April 2012 erzielte er seinen ersten Versuch für Munster.
Sowohl in der Saison 2012/13 als auch in der Saison 2013/14 erreichte Murray mit Munster das Halbfinale des Heineken Cup, wobei seine Mannschaft gegen die Harlequins bzw. den RC Toulon verlor und damit den Einzug ins Finale verpasste. Im Mai 2014 zeichnete ihn sein Team als besten Spieler des Jahres aus. Seinen ersten Hattrick für Munster in einem Ligaspiel erzielte er am 16. Mai 2015 beim 50:27-Sieg über die Newport Gwent Dragons durch das Legen von drei Versuchen. In der darauffolgenden K.o.-Phase der Pro12-Saison 2014/15 stieß Munster bis ins Finale vor, verlor dieses aber mit 13:31 gegen die Glasgow Warriors; Murray selbst fehlte wegen einer Bänderverletzung im rechten Knie, die er sich im Halbfinale gegen die Ospreys zugezogen hatte.
Nachdem Murray bereits im Dezember seinen Vertrag mit Munster um zwei Jahre verlängert hatte, unterschrieb er im Januar 2016 für drei weitere Jahre. Rugby Players Ireland, die Vereinigung der irischen Rugbyprofis, zeichnete ihn im Mai 2017 als besten Spieler des Landes aus, als dritter Munster-Spieler in Folge nach Paul O’Connell und cJ Stander. Sein 100. Spiel für Munster bestritt er am 27. März 2017, als er im Finale der Pro12-Saison 2016/17 stand; das Spiel gegen die Scarlets ging mit 22:46 verloren. Rugby Players Ireland nominierte Murray im April 2018 erneut als Spieler des Jahres, die Auszeichnung ging dieses Mal allerdings an Keith Earls. Im Oktober 2018 verlängerte Murray seinen Vertrag bei Munster erneut um drei Jahre, im Dezember 2021 ein weiteres Mal bis mindestens Juli 2024. Den bisher größten Erfolg konnte er am 27. Mai 2023 feiern, als Munster zum Abschluss der Saison 2022/23 mit einem 19:14-Finalsieg über die Stormers den Meistertitel der United Rugby Championship holte.

### Nationalmannschaft
Sein erstes Test Match für die irische Nationalmannschaft bestritt Murray am 13. August 2011 als Einwechselspieler bei einem WM-Vorbereitungsspiel gegen Frankreich. Bei der anschließenden Weltmeisterschaft 2011 spielte er in der Gruppenphase gegen die USA, Australien und Italien sowie im Viertelfinale gegen Wales. Sein Debüt bei den Six Nations gab er im Eröffnungsspiel gegen Wales am 5. Februar 2012, das Irland mit 21:23 verlor. Eine leichte Knieverletzung, die er sich im Spiel gegen Frankreich am 4. März zuzog, setzte ihn für den Rest der Six Nations 2012 außer Gefecht, da er eine Pause von vier Wochen benötigte. Seinen ersten Versuch für Irland erzielte er am 16. Juni 2012 bei der 19:22-Auswärtsniederlage gegen Neuseeland.
Beim Six Nations 2013 gehörte Murray mittlerweile zur Stammformation. Besonders herausragend war seine Leistung beim 13:13-Unentschieden gegen Frankreich am 9. März, wofür er erstmals zum „Man of the Match“ gekürt wurde. Knapp zwei Monate später berief ihn Warren Gatland in den Kader der British and Irish Lions für die Australien-Tour 2013. Er kam in fünf Spielen gegen Auswahlteams zum Einsatz, ebenso wurde er in zwei Test Matches gegen die „Wallabies“ eingewechselt. Mit Einsätzen in allen fünf Spielen war Murray wesentlich dafür mitverantwortlich, dass die Iren das Six Nations 2014 für sich entschieden. Dasselbe ereignete sich auch beim Six Nations 2015, was bedeutete, dass den Iren erstmals 1949 eine Titelverteidigung gelang. Während der Weltmeisterschaft 2015 stand er in der Vorrunde gegen Kanada, Rumänien, Italien und Frankreich im Einsatz, ebenso im Viertelfinale gegen Argentinien.
Nach dem Six Nations 2016 gehörte Murray zu den Nominierten als bester Spieler des Turniers. Am 5. November 2016 stand er in Chicago in der Startformation gegen Neuseeland und steuerte einen Versuch und einen Penalty zum 40:29-Sieg bei, dem ersten Erfolg Irlands gegen die All Blacks überhaupt. Murray nahm 2017 an der Neuseeland-Tour der British and Irish Lions teil und spielte in allen drei Test Matches gegen die  All Blacks. Unter anderem erzielte er beim 24:21-Sieg in Wellington einen Versuch. Beim Six Nations 2018, das die Iren mit einem Grand Slam für sich entscheiden konnten, war er ein weiteres Mal in allen fünf Spielen involviert. Aufgrund einer Nackenverletzung und deren Nachwirkungen verpasste er jedoch einen großen Teil der Saison 2018/19. Er erholte sich wieder und konnte an der Weltmeisterschaft 2019 an allen vier Vorrundenspielen gegen Schottland, Russland, Japan und Samoa teilnehmen, auch im Viertelfinale gegen Neuseeland stand er auf dem Platz. World Rugby wählte ihn im Dezember 2020 ins „Team des Jahrzehnts“.
Murrays dritte Tour mit den British and Irish Lions führte ihn 2021 nach Südafrika. Warren Gatland ernannte ihn zum Kapitän, nachdem der Waliser Alun Wyn Jones, der ursprünglich dafür vorgesehen war, nach dem ersten Spiel ausfiel. Gatland begründete diesen Schritt mit der Wertschätzung durch seine Mitspieler und der großen Erfahrung. Jones erholte sich jedoch rasch wieder, so dass er noch vor den Test Matches wieder zum Team stieß. Sein 100. Test Match für Irland absolvierte er am 5. November 2022 beim 19:16-Heimsieg über Südafrika. Irland gewann das Six Nations 2023 erneut mit einem Grand Slam, wobei Murray erneut in allen fünf Spielen zum Einsatz kam. Zwischenzeitlich war spekuliert worden, ob er überhaupt spielen könne, nachdem sein Vater zu Beginn des Turniers in einen schweren Fahrradunfall verwickelt gewesen war.

## Erfolge
Munster:
- Meister Pro12/URC: 2011, 2023

Irland:
- Sieger Six Nations: 2014, 2015, 2018, 2023
- Grand Slam: 2018, 2023
- Triple Crown: 2018, 2022, 2023